# 截拟捻螺属
截拟捻螺属（學名：Truncacteocina）是一個海螺的屬，是盒螺科之下的腹足綱軟體動物分類單元。
根據WoRMS，本屬原是拟捻螺属之下的一個亞屬，學名由及拟捻螺属的學名組成，不過黑田德米和波部忠重無論在他們首度發表關於本屬的Venus, 18(1): 10, 15 或 本屬模式物種發表的 Publications of the Seto Marine Biological Laboratory, 3(3): 311，均沒有本屬物種的詳細描述。
現時本屬包括下列五個物種：
- Truncacteocina arata (R. B. Watson, 1883)
  - == 細紋擬捻螺[3] Truncacteocina oyamai (Kuroda & Habe, 1954)：模式種，又名滑唇米螺[4]；
- 织拟捻螺 Truncacteocina biplex (A. Adams, 1850)
- 直拟捻螺 Truncacteocina coarctata (A. Adams, 1850)[5]
- 夏威夷拟捻螺 Truncacteocina hawaiensis (Pilsbry, 1921)
- Species Truncacteocina oryzaella (Habe, 1956)